# 알이에스티
R-EST(알이에스티, 본명: 강상욱, 1983년 9월 27일 ~ )는 대한민국의 힙합 음악가이다. 2001년경에 처음 힙합을 시작, 2003년 신의의지 멤버로써 공식 데뷔를 하였다. 2007년경 군복무를 마친 후에는 2008년 Elcue와 INC를 결성하였으며, 같은 해 킹더형 레코드와 계약을 맺고 INC의 멤버로 활동을 이어나갔다. 2013년까지 Standart 소속이었다.

## 바이오그래피

### 솔로 활동
R-EST는 2001년 즈음 광주의 한 클럽에서 QMS란 팀의 멤버로 활동을 시작하였다. 그러다가 2003년, 신의의지가 프로듀싱한 People & Places vol.1 앨범에 참여하면서 공식적인 데뷔를 하였다 (이 앨범에는 그의 첫 솔로곡 Neva Regret이 수록되어있다). 이후 그는 Elcue의 EP 등에 피쳐링하면서 활동을 이어갔으며, 2004년 신의의지 소속 아티스트 중에선 가장 늦은 다섯 번째로 솔로 앨범 What U Gonna Pick?을 발표하였다. 이 앨범이 발매된 지 얼마 지나지 않은 2005년 7월 그는 군에 입대하였다. 군입대 직후에는 군입대 영상과 함께 디지털 싱글 L.O.V.E.가 뮤직비디오와 함께 발표되었다.

### INC 활동
군입대 이후에도 미리 작업해놓았던 결과물들이 Mild Beats의 Loaded 등의 앨범을 통해 뒤늦게 발표되기도 하였으나, 군 복무 기간 중 그의 새로운 작업은 거의 없었으며, 이는 그가 제대를 한 이후에도 한동안 그러하였다. 다만 휴가 기간에는 간간히 공연을 위해 무대에 올랐는데, 그때마다 주로 Elcue와 호흡을 맞추곤 하였다. 이것이 인연이 되어 Elcue와 더욱 팀워크를 다진 그는 군 제대 후 2007년 가을 경에 Elcue와 INC를 결성하였다. 이 팀은 처음에는 프로젝트 성이었으나 점차 둘이 호흡을 맞추면서 정식 팀으로 변하였다. INC는 2007년 두 곡을 데모로 발표하기도 하였지만, 정식 활동 시작은 2008년 3월 디지털 싱글 Runnin'을 통해서였다.
그 후로 UMF, The Show 등의 공연에 참여하면서 활동을 이어오다 2008년 10월 킹더형 레코드의 출범과 동시에 킹더형 레코드와 계약을 맺고 소속 아티스트가 되었다.

### 현재
INC는 킹더형 레코드 내외에서의 활동 및 자신들의 활동을 쭉 이어왔다. 한편으로 DJ Skip이 J2 Entertainment에 합류하면서 킹더형 레코드의 운영직을 R-EST에 맡긴 관계로, R-EST는 현재 킹더형 레코드의 운영도 겸하였다. 2010년 중순 킹더형 레코드가 해체되면서 R-EST는 무소속으로 돌아섰고, INC의 활동은 잠잠해졌다. R-EST의 솔로 활동도 줄어들었으나, B-Free, Soul Dive, Young Boyz의 앨범에서 그의 피쳐링을 계속 볼 수 있었다. 그리고 2011년 8월, 오랜만에 자신의 첫 정규 앨범 T.F.O.N.이 막바지 작업 중임을 뉴스로 알렸다. 이 앨범은 9월에 발매되었다.
이후 R-EST는 J2 Entertainment에 소속되어 랩과 엔지니어링을 병행하였으며, 그에 따라 그의 랩을 들어볼 수 있는 기회는 줄어든 반면 믹싱/마스터링으로 참여하는 앨범들이 많아졌다. 근래에 와서 그의 랩은 오랜만에 2012년 11월 소리헤다의 두 번째 앨범 수록곡 〈침묵〉에서 들어볼 수 있었다. 2013년 1월에는 Standart Music Group과 계약을 맺었다.
대표곡: Neva Regret, Who Am I, Slow Down, L.O.V.E., What's My Name, Party Tonight

## 디스코그래피
- 2004년 7월 10일 부틀렉 What U Gonna Pick? [Bootleg]
- 2005년 9월 14일 디지털 싱글 L.O.V.E.
- 2011년 9월 20일 LP T.F.O.N.
- 2013년 5월 13일 디지털 싱글 보고 싶어
- 2013년 7월 3일 디지털 싱글 City of Dream

## 스타일
그의 랩 스타일은 INC 결성 전후로 해서 상당한 차이를 보인다. What U Gonna Pick이 발매될 당시에는 그는 90년대 미국 이스트와 웨스트 코스트 스타일 사이에서 갈등을 하고 있어, 앨범 초반부에는 웨스트 풍인 반면, 후반부로 갈수록 이스트 풍의 곡들이 수록되어있다 (앨범의 제목도 이러한 갈등이 있었음을 의미하는 질문이다). 한편으로 이 당시 그의 랩 자체를 보면, 조금은 단조롭게 느껴질 수도 있는 정박 스타일에 로우톤의 목소리로 랩을 하였다. INC 결성 이후에는, 데모 앨범까지는 스타일의 변화를 보여주지 않았으나 Runnin'에서부터는 높아진 톤에 더욱 여유롭게 비트를 타는 모습을 보여주었다. Elcue는 인터뷰에서 R-EST가 랩 스타일을 바꿀 수 있도록 많이 충고하고 지적해주었다고 밝혔다.
한편으로 그는 비트를 만들기도 하였는데, 대표적인 예로 그의 최초의 솔로곡 Neva Regret이 있다. 현재는 그는 엔지니어링 쪽에 관심이 많아 더 이상 비트는 만들지는 않는다고 말하였다.

## 이름
- R-EST는 "Raw ESThesia", 즉 "순수한 감각"을 의미한다.[4] 초반에는 '알에스트', '레스트' 등으로 발음하는 사람이 있었으나 이름은 '알이에스티'라고 알파벳을 모두 살려서 읽는다.